# Psila nemoralis
Psila nemoralis är en tvåvingeart som beskrevs av Shatalkin 1986. Psila nemoralis ingår i släktet Psila och familjen rotflugor. Inga underarter finns listade i Catalogue of Life.